# Milligan Hills Park
Milligan Hills Park är en park i Kanada.   Den ligger i provinsen British Columbia, i den centrala delen av landet, 3 300 km väster om huvudstaden Ottawa. Milligan Hills Park ligger 927 meter över havet.
Terrängen runt Milligan Hills Park är huvudsakligen platt, men norrut är den kuperad. Trakten runt Milligan Hills Park är nära nog obefolkad, med mindre än två invånare per kvadratkilometer.. Det finns inga samhällen i närheten.
I omgivningarna runt Milligan Hills Park växer i huvudsak barrskog.